# اشک‌های آسان عشق
| بررسی انتقادی               | بررسی انتقادی |
| منبع                        | رتبه‌بندی      |
| --------------------------- | ------------- |
| آل‌میوزیک                    | [ ۱ ]         |
| راهنمای ضبط آلترناتیو اسپین | ۴/۱۰          |

اشک‌های آسان عشق (به انگلیسی: Love's Easy Tears) یک ئی‌پی از گروهٔ موسیقی دریم پاپ اسکاتلندی کوکتو تویینز می‌باشد که در سپتامبر سال ۱۹۸۶ به‌عنوان یک تک‌آهنگ ۱۲" از سوی ۴ای‌دی منتشر شد و مدتی بعد به‌عنوان تک‌آهنگ سی‌دی با چهارمین ترانه تحت عنوان سیب نارنجی‌شده منتشر گردیده شد. نسخهٔ وینیل ایالات متحده چهار ترانهٔ دیگر نیز داشت اما ترتیب‌هایشان با آن‌ها متفاوت بود. اشک‌های آسان عشق هشتمین ئی‌پی این گروه است و آخرین ئی‌پی آن‌ها حین همکاری با ۴ای‌دی.